# Nakaoka Shintarō
Nakaoka Shintarō (中岡 慎太郎 Trung Cương Thận Thái Lang, ngày 6 tháng 5 năm 1838 – ngày 12 tháng 12 năm 1867) là một samurai sống vào thời Bakumatsu và là cộng sự thân cận của Sakamoto Ryōma trong phong trào lật đổ Mạc phủ Tokugawa, được xem là chí sĩ có đóng góp lớn cho công cuộc Minh Trị Duy tân.

## Tiểu sử

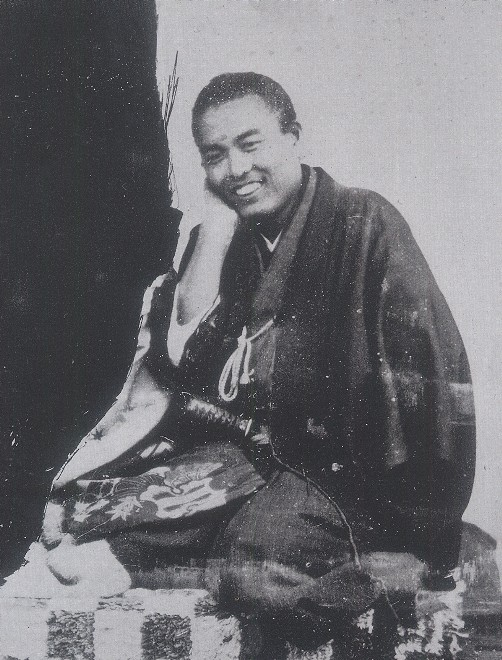
Ảnh chụp Nakaoka Shintarō ngày 24 tháng 11 năm 1866

Nakaoka chào đời tại phiên Tosa, nay là làng Kitagawa, Kōchi, là con trai của một trưởng thôn. Năm 1861, ông xin gia nhập trường của Takechi Hanpeita học hỏi về kiếm thuật. Ông là một trong những thành viên sáng lập của đảng cần vương Tosa Kinno-tō, một tổ chức chí sĩ bán quân sự do Takeichi lập ra để hỗ trợ phong trào Tôn vương Nhương di. Sau cuộc chính biến ngày 30 tháng 9 năm 1863, khiến phe nhương di bị Mạc phủ trấn áp, ông liền chạy trốn đến phiên Chōshū cùng với các công khanh nhương di quá khích, bao gồm cả Sanjō Sanetomi. Năm 1864, ông mưu tính ám sát Shimazu Hisamitsu nhưng thất bại và tham chiến cùng quân Chōshū trong Sự biến Cấm môn và vụ Pháo kích Shimonoseki. Cuối năm đó, với tư cách là thành viên của Kaientai do Sakamoto Ryōma thành lập, ông dồn hết sức vận động cho Liên minh Satsuma-Chōshū và nhận được sự ủng hộ và hỗ trợ của Sanjō Sanetomi. Tháng 3 năm 1867, ông đi cùng Sakamoto Ryōma đến phiên trấn quê nhà Tosa để đàm phán về một liên minh tương tự giữa Tosa và Satsuma. Vào tháng 6, ông bắt đầu các cuộc đàm phán để mở rộng hơn nữa liên minh mới bao gồm Chōshū cũng như phiên Hiroshima, nhưng vấn đề được đưa ra tranh luận khi Tướng quân Tokugawa Yoshinobu chính thức trao lại quyền hành cho Thiên hoàng. Nhận thấy cuộc nội chiến ngày càng có thể xảy ra, Nakaoka trở về Tosa và thành lập lực lượng dân quân Rikuentai. Rikuentai được mô phỏng dựa theo Kiheitai ở Chōshū vào tháng 7 cùng năm.
Ngày 10 tháng 12 năm 1867, Nakaoka đến Kyoto để thảo luận với Sakamoto Ryōma, nhưng bị trọng thương cùng với Sakamoto khi những thích khách không rõ danh tính tấn công chỗ ở của họ (tức là "biến cố Ōmiya").  Sakamoto chết ngay sau đó, riêng Nakaoka bị thương nặng vẫn nằm mê man trong suốt hai ngày liền rồi mới qua đời, dù không bao giờ tỉnh lại đủ để xác minh những kẻ tấn công. Mộ của ông được đặt tại Ryosen Gokoku Jinja ở quận Higashiyama-ku, Kyoto. Ông được Thiên hoàng Minh Trị truy tặng Chính tứ vị vào năm 1891.
Có một bức tượng đồng lớn của Nakaoka Shintarō tại ngọn hải đăng Murotomisaki ở Mũi Muroto tỉnh Kochi quê hương của ông, và một bức tượng khác (cùng với Sakamoto Ryōma) tại Công viên Maruyama ở Kyoto.